# GE Aviation
La GE Aviation, sussidiaria dell'azienda statunitense General Electric, è un'azienda aerospaziale con sede a Evendale, in Ohio (un sobborgo di Cincinnati), ed è attualmente l'azienda più importante nella produzione di motori aeronautici a livello mondiale. La sua produzione copre le forniture della maggior parte dei velivoli commerciali.
GE Aviation è parte di GE Infrastructure, a sua volta importante divisione della General Electric, una delle aziende con maggior fatturato a livello mondiale.
Precedentemente la divisione operò sul mercato internazionale con il marchio General Electric Aircraft Engines o GEAE fino al settembre del 2005.

## Motori

### Motoricommerciali
| Motore | Spinta min lbf/kN | Spinta MAX lbf/kN | Entrata in servizio | Aeromobile |
| ------ | ----------------- | ----------------- | ------------------- | --- |
| CF34   | 9.220 41,012      | 20.000 88,964     | 1983                | Bombardier CRJ Series, Bombardier Challenger, Embraer E-Jets e ACAC ARJ21                                                      |
| CF6    | 40.000 177,92     | 72.000 320,27     | 1971                | Airbus A300, Airbus A310, Airbus A330, Boeing 747, Boeing 767, McDonnell Douglas DC-10, McDonnell Douglas MD-11 e Kawasaki C-X |
| CFM56  | 18.500 82,292     | 34.000 151.23     | 1981                | famiglia A320, Airbus A340, famiglia B737, DC8-70, E-3 e KC-135                                                                |
| CT7    | 1.700 shp         | 2.769 shp         | 1978                | Bell 214ST, CASA CN-235, Saab 340, Sikorsky S-70, Sikorsky S-80 e Sikorsky S-92                                                |
| GE90   | 76.000 338,06     | 115.000 511,54    | 1995                | Boeing 777 |
| GEnx   | 53.000 235,75     | 75.000 333,61     | 2010                | Boeing 787 e Boeing 747-8 |
| GP7000 | 76.500 340,28     | 81.500 362,53     | 2008                | Airbus A380 (prodotto insieme alla Pratt & Whitney e con la partecipazione di Snecma)                                          |
| LEAP   | 20.000 89         | 32.900 146        | 2016                | famiglia A320neo, famiglia B737 MAX, Comac C919                                                                                |

### Motoribusiness & general
- CF34
- CF700
- CFE738
- CFM56
- CJ610
- HF120
- M601

### Motorimarine
- LM1600
- LM2500
- LM2500+
- LM2500+G4
- LM500
- LM6000

### Motorimilitari
- F101
- F103 / CF6
- F108
- F110
- F118
- F136
- F404
- F414
- GE38
- J79
- J85
- T58
- T64
- T700 / CT7
- TF34 / CF34
- TF39